# Мальхама Тактикал
Мальхама Тактикал (англ. Malhama Tactical) — инструкторская и военная организация, участвующая в гражданской войне в Сирии, занимается обучением новобранцев сирийской оппозиции, с которой она себя идентифицирует, является составной частью группировки «Хайят Тахрир аш-Шам» и противостоит террористической организации ИГ и режиму Башара Асада.

## История

### Создание
Образована 2013 году узбекским джихадистом, известным под псевдонимом Абу Рофик, и действует в провинциях Идлиб и Алеппо. Тесно связана «Джабхат Фатх аш-Шам» и ее преемницей «Тахрир аш-Шам», а также сотрудничает с «Аджнад аль-Кавказ» и «Ахрар аш-Шам» и другими группировками в Сирии, которые идентифицируют себя с сирийской оппозицией и ведут вооруженную борьбу с террористической группировкой ИГ и правительством Сирии. Группа получила известность в 2016—2017 годах, когда о ней стали писать различные российские и зарубежные информационные издания, в частности, в российских СМИ ее называют Исламской частной военной компанией (Исламская ЧВК). Согласно второму лидеру Абу Салману Беларуси, группа активна с 2013 года и с тех пор участвует в боевых действиях, отмечается, что члены группы значительно лучше подготовлены и экипированы, чем другие сирийские боевики.

### Участие в боевых действиях
В мае и июле 2017 года «Мальхама Тактикал» проводила рейды против правительственных сил в западной провинции Алеппо вместе с «Аджнад аль-Кавказ». В ноябре 2018 года «Мальхама Тактикал» совместно с «Тахрир аш-Шам» провели ночной рейд на базу сирийской правительственной армии и России, в ходе которого были убиты восемнадцать солдат режима и семеро российских солдат.

### Руководство
По данным проправительственной газеты Al-Masdar News, ее основатель Абу Рофик был убит в результате авиаудара 7 февраля 2017 года. Также он известен под псевдонимом Абу Салмана Беларуси, выходец из Белоруссии. После его гибели организацию возглавил Али аш-Шишани, уроженец Чеченской республики, воюющий на стороне сирийской оппозиции с начала гражданской войны в Сирии. По его утверждению, за годы существования МТ через её подготовку прошли более пяти тысяч новобранцев сирийской оппозиции, включая представителей элитных подразделений, в том числе отряда, известного как «Красные повязки».

## Командиры-инструкторы
- Абу Рофик, также известен как Абу Салман Беларуси † (2013 — 16 августа 2019 года)[12][15]
- Али аш-Шишани (с 16 августа 2019 года по настоящее время)[6][12]